# Stade Mohammed V
Das Stade Mohammed V ist ein Fußballstadion mit Leichtathletikanlage in der marokkanischen Stadt Casablanca. Es bietet Platz für 55.000 Zuschauer und ist die Heimspielstätte der Fußballvereine Raja Casablanca und Wydad Casablanca.

## Geschichte

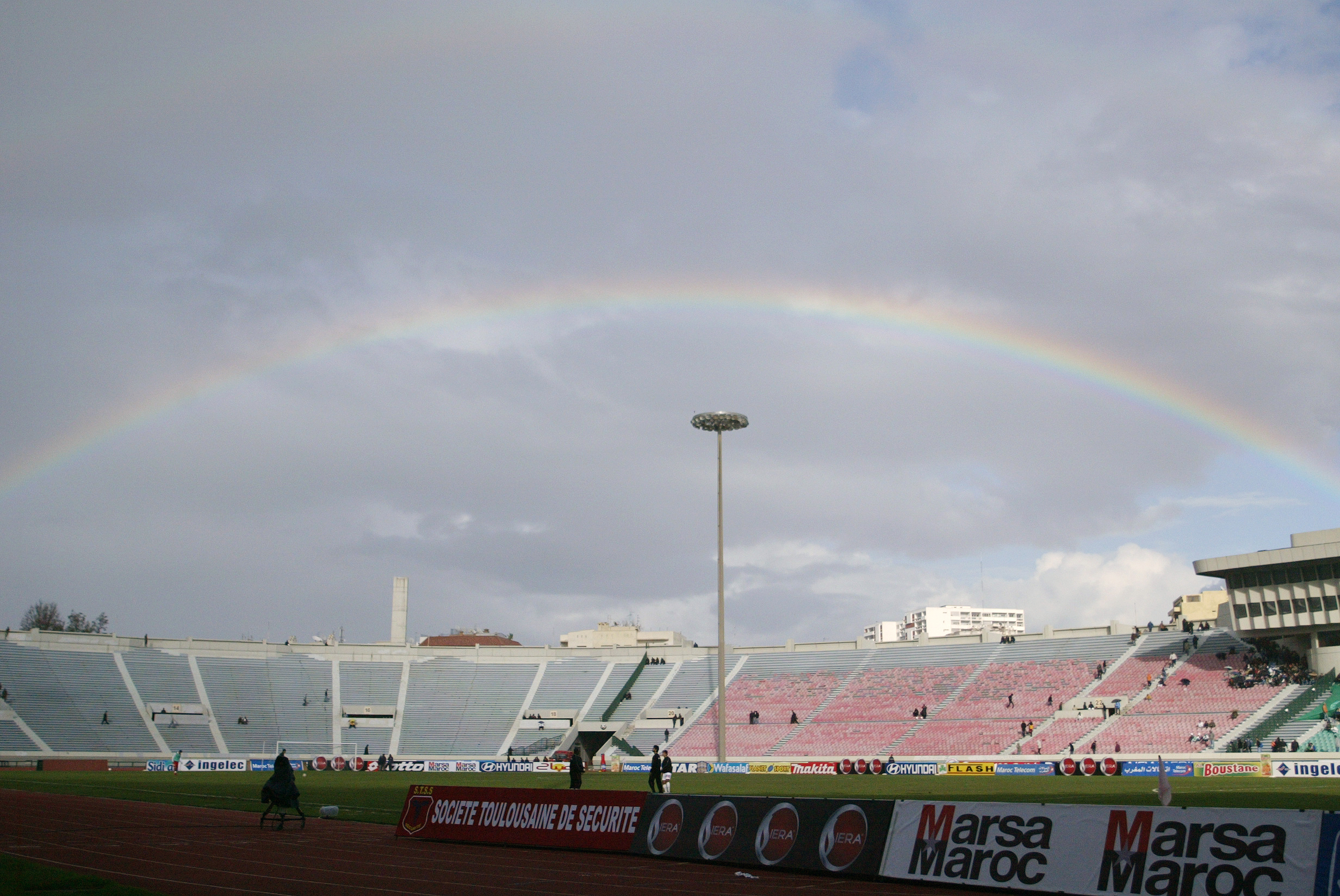
Blick ins Stadion

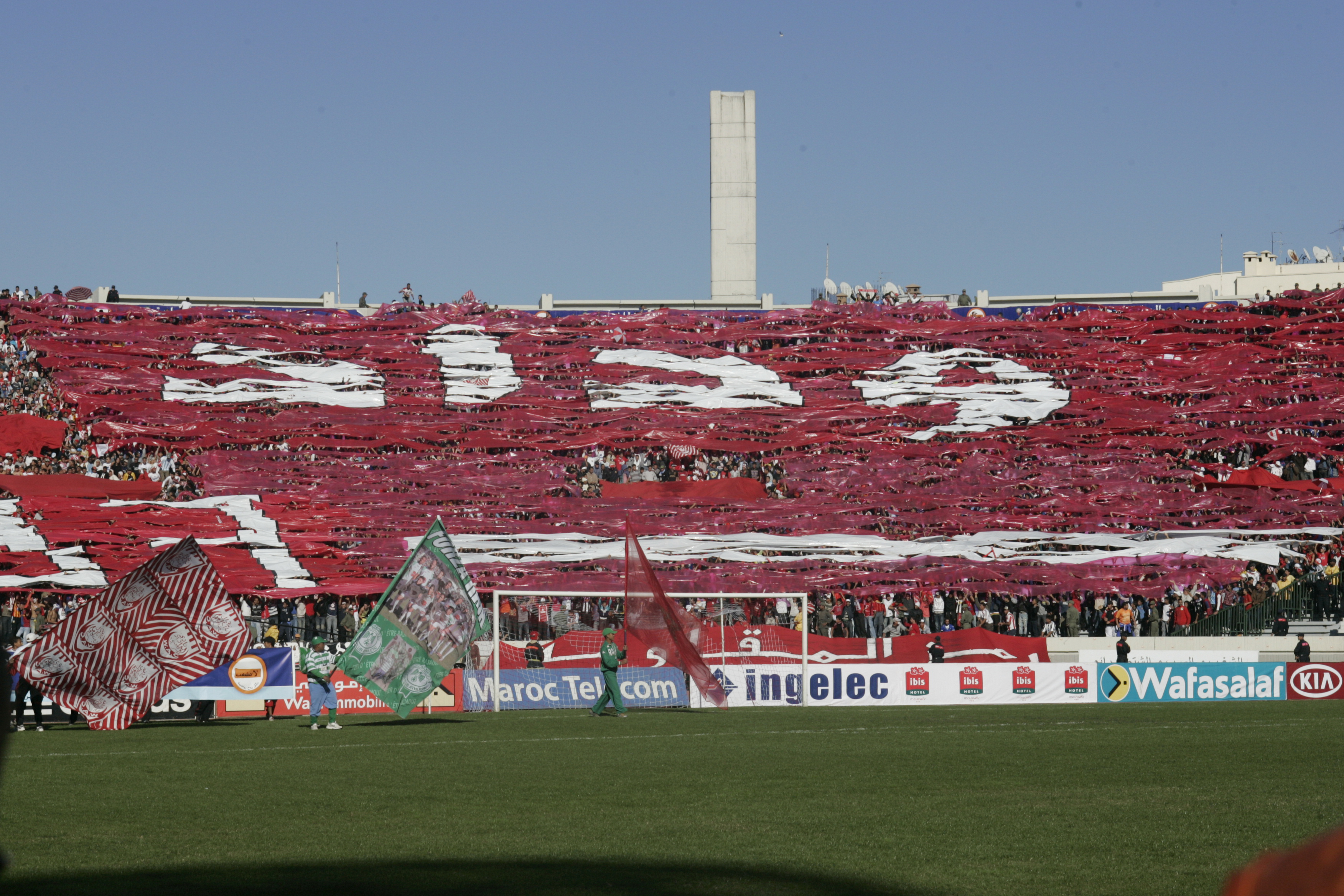
Fanblock von Wydad Casablanca im Stadion

Das Stade Mohammed V in Casablanca, der größten Stadt in Marokko, wurde 1955 fertiggestellt und am 6. März des Jahres eröffnet. Seit diesem Tag wird es von den beiden Clubs Raja Casablanca und Wydad Casablanca als Austragungsort für Heimspiele genutzt. Raja wurde bis heute neun Mal marokkanischer Fußballmeister und gewann sechs Mal den Pokal des Landes im Norden Afrikas. Außerdem konnte sich der Verein dreimal den Gewinn CAF Champions League sichern. Der andere Nutzer des Stadions hingegen, Wydad Casablanca, ist mit zwölf nationalen Meistertiteln noch erfolgreicher als der Stadtrivale. Auch in der Anzahl der Pokalsiege hat Wydad mit neun Siegen die Nase vorn. Die afrikanische Champions League konnte Wydad drei Mal gewinnen.
Als das heutige Stade Mohammed V im Jahre 1955 eröffnet wurde, gab man ihm den Namen Stade Marcel Cerdan. Marcel Cerdan (1916–1949) war ein französischer Boxer, der in der französischen Kolonie Algerien geboren wurde. Bereits ein Jahr später, 1956, wurde der Name des Stadions dann wieder geändert und es hieß fortan Stade D'honneur, was übersetzt Stadion der Ehre bedeutet. Diese Bezeichnung ist darauf zurückzuführen, dass Marokko im gleichen Jahr die Unabhängigkeit von Frankreich und Spanien erlangte. Erster König des neuen Landes wurde Mohammed V. Dieser starb jedoch bereits 1961. Als Andenken an den ersten König des unabhängigen Marokkos benannte man das damals größte Stadion des Landes 1981 in Stade Mohammed V um, wie es auch heute noch heißt.
Die Kapazität des Stadions beträgt heutzutage 54.500 Plätze. Einst belief sich das Fassungsvermögen des Stadions auf über 80.000 Zuschauerplätze. 2000 jedoch fanden hier umfassende Renovierungsmaßnahmen statt, da sich Marokko für die Ausrichtung der Fußball-Weltmeisterschaft 2010 bewarb. Dabei wurde die Kapazität des Stade Mohammed V auf 55.000 Plätze herabgesetzt sowie einige Sicherheitsvorkehrungen verschärft. Die Ausrichtung des Weltturniers konnte Marokko sich aber nicht sichern, weil Südafrika das Rennen machte. Dennoch hat das Stade Mohammed V bereits ein Großereignis erlebt. So fand hier der Afrika-Cup 1988 statt, bei dem sich Kamerun im Endspiel gegen Nigeria mit einem 1:0-Sieg in diesem Stadion den Titel holte. Das Heimteam aus Marokko schied im Halbfinale gegen den späteren Afrikameister aus. Im Stade Mohammed V finden aber nicht nur Fußballspiele statt, sondern auch Konzerte. Beim Konzert der US-amerikanischen Sängerin Rihanna kamen 2008 im Rahmen ihrer Good Girl Gone Bad-Tour über 110.000 Menschen ins Stadion und stellten damit einen Zuschauerrekord im Stadion seit der Herabsetzung der Kapazitätszahlen auf. Der absolute Zuschauerrekord datiert aus dem Jahr 1997, als 115.000 Zuschauer ins Stadion kamen, um das Länderspiel Marokkos gegen Ghana im Fußball zu sehen.